# تيم إروين (لاعب كرة قدم أمريكية)
تيم إروين (بالإنجليزية: Tim Irwin)‏ هو لاعب كرة قدم أمريكية أمريكي، ولد في 13 ديسمبر 1958 في نوكسفيل في الولايات المتحدة.

## وصلات خارجية
- تيم إروين على موقع مرجع كرة القدم المحترفة.كوم (الإنجليزية)
- تيم إروين على موقع قاعة تينيسي للمشاهير الرياضية (الإنجليزية)